# Banksia violacea
Espèce
Classification phylogénétique
Banksia violacea est une espèce d'arbuste buissonnant du genre Banksia de la famille des Protéacées.
Elle est endémique de l'Australie.